# École de l'aviation de Borj El Amri
 (juillet 2025).
Si vous disposez d'ouvrages ou d'articles de référence ou si vous connaissez des sites web de qualité traitant du thème abordé ici, merci de compléter l'article en donnant les références utiles à sa vérifiabilité et en les liant à la section « Notes et références ».
L'École de l'aviation de Borj El Amri est une école tunisienne située à Borj El Amri et qui forme des officiers au profit de l'armée de l'air, des organes centraux du ministère de la Défense, des ministères des Technologies de l'Information et des Communications et du Transport (aviation civile), ainsi que d'autres ministères, dans les spécialités suivantes :
- Pilote
- Mécanique de l'avion
- Informatique
- Télémécanique
- Télécommunications
- Circulation aérienne

La formation dans la phase de spécialité à l'école dure trois ans. La première phase de spécialisation dure deux ans, sanctionnée par l'obtention du diplôme d'officier de l'École de l'aviation de Borj El Amri et la nomination au grade de sous-lieutenant. La seconde phase de spécialisation dure une année, sanctionnée pour sa part par l'obtention du diplôme national d'ingénieur et la nomination au grade de lieutenant.

## Historique
Elle est fondée en 1968.